# Ercolino del Gessi
Ercole Ruggieri, conocido como Ercolino del Gessi (Bolonia, mediados del siglo XVII), fue un pintor italiano del Barroco perteneciente a la escuela boloñesa.

## Biografía
Hermano del más conocido Battistino del Gessi, ingresó en el taller de Francesco Gessi como aprendiz. Marchó a Roma, donde consiguió el aprecio del papa Urbano VIII, que le permitió volver a su patria muy a su pesar, no sin antes haberle regalado una cadena de oro y nombrado caballero.
Parece que en la Ciudad Eterna había sido alumno de Pietro da Cortona. Sin embargo, destacó sobre todo como copista de Guido Reni.

## Obras destacadas
- Virgen de la Anunciación (San Giovanni in Monte, Bolonia, Capilla Cospi), copia de un original de Reni.
- San Miguel arcángel (Santo Spirito, Bolonia), también copia de un original reniano.
- Santa Catalina de Alejandría (Colección particular)